# Adrián Parra
Adrián Parra Osorio (Carepa, Antioquia, Colombia; 16 de enero de 1997) es un futbolista colombiano que juega de delantero. Su equipo actual es el Deportes Tolima de la Categoría Primera A. 

## Trayectoria
Parra comenzó su carrera en el Fortaleza CEIF en 2016. En 2021 fue cedido al Atlético Huila, donde debutó en la Categoría Primera A.
Para la temporada 2023, el delantero fue cedido al Deportivo Cali.
A finales de diciembre del 2023 se confirma su regreso al Fortaleza CEIF para el 2024

## Estadísticas
Actualizado de acuerdo al partido jugado el 18 de julio del 2025.
| Club            | País     | Año   | Partidos | Goles | Asist |
| --------------- | -------- | ----- | -------- | ----- | ----- |
| Fortaleza CEIF  | Colombia |       |          |       |       |
| Fortaleza CEIF  | Colombia | 2016  | 7        | 0     | 0     |
| Fortaleza CEIF  | Colombia | 2017  | 11       | 2     | 0     |
| Fortaleza CEIF  | Colombia | 2018  | 25       | 5     | 0     |
| Fortaleza CEIF  | Colombia | 2019  | 13       | 6     | 0     |
| Fortaleza CEIF  | Colombia | 2020  | 19       | 3     | 0     |
| Fortaleza CEIF  | Colombia | 2021  | 23       | 10    | 0     |
| Fortaleza CEIF  | Colombia | 2022  | 51       | 13    | 0     |
| Atlético Huila  | Colombia | 2021  | 10       | 0     | 1     |
| Deportivo Cali  | Colombia | 2023  | 33       | 5     | 1     |
| Fortaleza CEIF  | Colombia | 2024  | 34       | 8     | 2     |
| Deportes Tolima | Colombia | 2025  | 25       | 4     | 2     |
| Total           | Total    | Total | 257      | 56    | 6     |